# Analiza kosztów-efektywności
Analiza kosztów-efektywności stosowana jest w ocenie technologii medycznych i obejmuje identyfikację, pomiar oraz porównanie kosztów oraz wyników zdrowotnych dwóch lub więcej interwencji medycznych.
Rozważane w analizie kosztów-efektywności wyniki zdrowotne wyrażone są w jednostkach naturalnych, takich jak: zaoszczędzone lata życia (LYG – ang. Life Years Gained, LYS – ang. Life Years Saved), czas wolny od objawów choroby, liczba unikniętych niekorzystnych zdarzeń (np. złamań kości), odsetek wyleczeń, zmniejszenie liczby zachorowań po wprowadzeniu programu profilaktyki, obniżenie ciśnienia tętniczego, liczba rozpoznanych przypadków choroby w programie diagnostyki itp.
Podkreślić należy, iż wyniki zdrowotne dla porównywanych programów ochrony zdrowia muszą być przedstawione w tych samych jednostkach naturalnych (niemonetarnych).
Celem analizy kosztów-efektywności jest określenie stosunku różnicy kosztów porównywanych programów oraz różnicy w wynikach zdrowotnych. Służy do tego tzw. inkrementalny współczynnik kosztów-efektywności - ICER – ang. Incremental Cost-Effectiveness Ratio).
W przypadku, gdy program ochrony zdrowia A jest droższy, ale przynosi lepsze wyniki kliniczne niż program B, ICER wskazuje, jaki jest dodatkowy koszt uzyskania dodatkowego wyniku zdrowotnego w przypadku zastąpienia programu B programem A.